# Ноел Кин
Ноел Кин (енгл. Noel Keane; 29. август 2002) палауски је пливач чија специјалност су трке слободним стилом. Вишеструки је национални првак и рекордер. 

## Спортска каријера
Кин је дебитовао на међународној пливачкој сцени 2016. на Океанијском првенству одржаном у фиџијанској престоници Сувој, а већ годину дана касније као петнаестогодишњак је дебитовао на Светском првенству у Будимпешти. Током 2018. је учествовао на три велика светска такмичења, на Олимпијским играма младих у Буенос Ајресу, Панпацифичком првенству у Токију и Светском првенству у малим базенима у Хангџоуу. 
Пливао је и на светском првенству у корејском Квангџуу 2019. где је учествовао у квалификационим тркама на 100 слободно (90) и 200 слободно (63. место). 